# Одеська армійська група
Одеська армійська група (рос. Одесская армейская группа) — армійська група радянських військ, що дислокувалася напередодні Другої світової війни у Південній Україні, та з початком вторгнення в Польщу діяла у складі Українського фронту (в бойових діях участі не брала).

## Історія
26 липня 1938 року на базі управління 6-го стрілецького корпусу в м.Одеса розпочалося формування управління армійської групи, яка складалася зі з'єднань і частин стрілецьких, танкових військ і військ забезпечення, установ і закладів, що дислокувалися на території Одеської, Миколаївської областей та Молдавської АРСР.
Спочатку Одеська армійська група входила до складу Київського військового округу, з 16 вересня по жовтень 1939 війська армійська група перебувала у складі Українського фронту, але участі в бойових діях не брала. У Дієвої армії група перебувала протягом 17-28 вересня.
У вересні 1939 року Одеська армійська група змінила назву на 13-у армію.
З утворенням 12 жовтня 1939 року Одеського військового округу управління групи розформовано, а війська армійської групи увійшли до складу округу.

## Командувачі
- комдив Парусинов П. О. (26 липня 1938 — 12 жовтня 1939).

## Одеська армійська група
| Сформована      | У складі                        | Час існування                  | Бойовий шлях битви, операції, бої | Бойовий шлях битви, операції, бої | Склад  | Подальша доля          | Командувачі     |
| Сформована      | У складі                        | Час існування                  | Оборонні                          | Наступальні                       | Склад  | Подальша доля          | Командувачі     |
| --------------- | ------------------------------- | ------------------------------ | --------------------------------- | --------------------------------- | ------ | ---------------------- | --------------- |
| на базі 6-го ск | Київський ОВО Український фронт | 26 липня 1938 — 12 жовтня 1939 | Не брала участі                   | Польський похід                   | 6-й ск | перетворена на 13-ту А | Парусинов П. О. |